# Robert Geoffrey Edwards
Robert Geoffrey Edwards (Manchester, 27 settembre 1925 – Cambridge, 10 aprile 2013) è stato un biologo britannico.
Pioniere della FIVET, tecnica utilizzata nella procreazione assistita, nel 2010 ha vinto il Premio Nobel per la medicina "per lo sviluppo della fecondazione in vitro".

## Biografia
Dopo essersi diplomato alla Manchester Central High School, prestò servizio militare nell'esercito britannico durante la Seconda guerra mondiale.
Al termine del conflitto, si laureò in Biologia con una specializzazione in Zoologia nella facoltà di Scienze Biologiche alla Bangor University, in Galles, per poi continuare i suoi studi presso l'Istituto di Embriologia animale afferente alla facoltà di Scienze Biologiche dell'Università di Edimburgo, dove conseguì il Ph.D nel 1955 ed iniziò ad interessarsi di fecondazione.
Passato all'Università di Cambridge nel 1963, continuò a dedicarsi allo studio della fecondazione e della diagnosi preimpianto; nel 1968 iniziò a collaborare con il ginecologo Patrick Steptoe e la ricercatrice Jean Purdy in merito al problema della fecondazione artificiale umana.
Nel 1965 Edwards entra a far parte della "Società eugenetica inglese" (dal 1989 "Istituto Galton"), fondata da Francis Galton nel 1907, la cui attività sta alla base del movimento eugenetico mondiale. All'interno della Società eugenetica, Edwards ricopre ruoli dirigenziali, essendo stato per tre volte membro del Consiglio direttivo.
Nella visione di Edwards, la diffusione della diagnosi preimpianto è ispirata a dichiarate finalità eugenetiche, e cioè a eliminare prima della nascita i soggetti portatori di patologie genetiche. Così si espresse nel 2004 davanti al Parlamento inglese: "Possiamo probabilmente eliminare tutti questi geni se siamo preparati a pagare per il loro monitoraggio. Quando la gente dice che la Dgp è costosa, dico sempre: qual è il prezzo di un bambino disabile che nasce? Qual è il costo che ognuno deve sopportare? È un prezzo terribile per tutti, e il costo economico è immenso. Per una Dgp, a confronto, servono davvero pochi soldi".

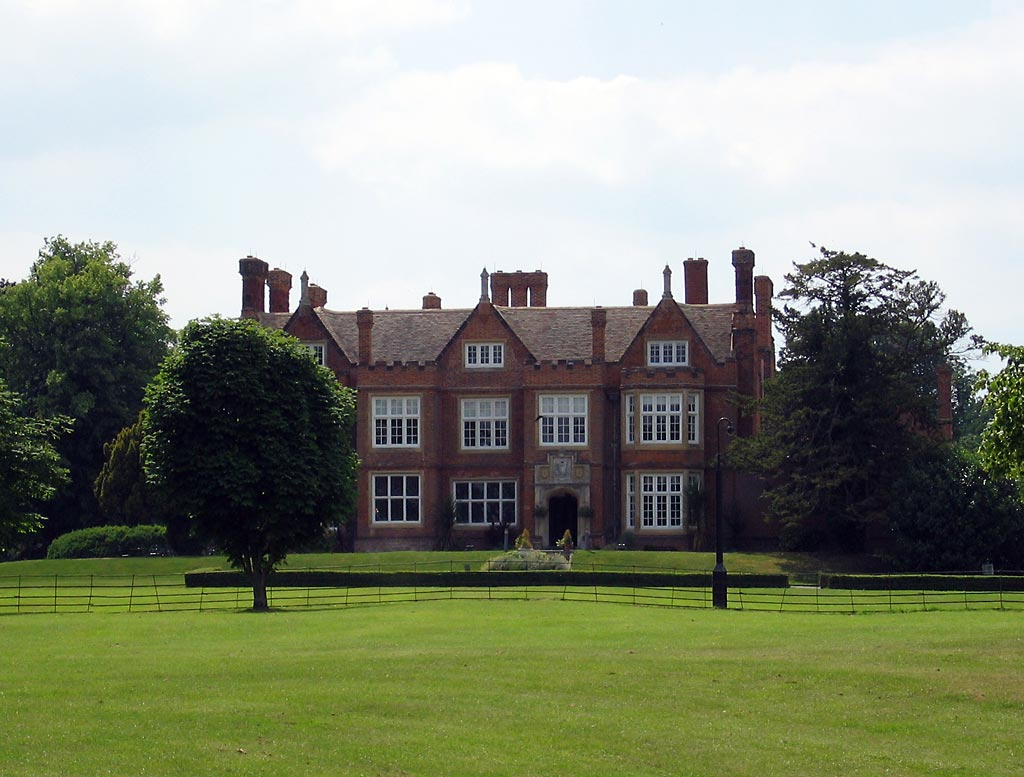
La clinica Bourn Hall

Nonostante alcune difficoltà, e diverse resistenze e scetticismi rispetto al loro programma di ricerca, Edwards e Steptoe riuscirono a completare con successo le proprie sperimentazioni, e nel 1978 venne alla luce Louise Joy Brown, la prima bambina nata al mondo a seguito dell'applicazione del metodo di fecondazione assistita da loro scoperto.
Negli anni ottanta operò nella clinica Bourn Hall, dove assieme a Steptoe creò la prima struttura medica per la fecondazione assistita; grazie ad essa, prima della morte di Steptoe (nel 1988), erano già nati oltre 1000 bambini.
È scomparso nel 2013 all'età di 87 anni a seguito di una lunga malattia polmonare.
Si calcola che oltre quattro milioni di bambini siano venuti alla luce nel mondo grazie al metodo da lui sviluppato.

## Onorificenze
- 1984 - Membro della Royal Society;
- 1989 - Membro dell'Academia Europæa;[9]
- 1994 - Laurea Honoris causa, Università della Valencia(Spagna);
- 2007 - n°26 nella lista dei 100 geni viventi secondo The daily Telegraph[10];
- 2010 - Premio Nobel per la medicina.